# ジオラマ
ジオラマ（仏:diorama）は、展示物とその周辺環境・背景を立体的に表現する方法で、博物館展示方法の一つである。

## 概要
19世紀初頭、フランス人風景画家で後に写真発明家となったルイ・ジャック・マンデ・ダゲールが、画家ジャック＝ルイ・ダヴィッドの弟子シャルル・マリ・プートンと共に、従来のパノラマに代わる新たな投影装置を開発し「Diorama」と名づけたのが最初である。箱の中に風景画と展示物を置き、その箱の一つの面に設けられた窓から中を覗くと、照明などの効果により本当に風景が広がっているかのように錯覚させる見せ物として人気を博し、明治時代に日本でも流行した。
「ジオラマ」は明治時代に入ってきたフランス語由来の外来語であり、国語辞書にも掲載されている一般的な言葉である。

## 歴史
- 1915年 - イギリスのバロック博物館に、ジオラマが初めて博物館の展示装置として登場した。
- 1932年 - 東京科学博物館にジオラマが初めて博物館展示として登場し、以後、通常の展示装置として用いられるようになった。
- 1999年 - 日本最大のジオラマ (面積415m2、容積4,150m3) で森を再現する鳥取県立氷ノ山自然ふれあい館響の森が開館。

## 縮尺模型展示
日本では、情景模型とも呼ばれる。プラモデルの作品展示に多いが、模型をより効果的に見せる手段として一般的な展示方法である。模型雑誌によっては、フランス語発音に基づいた「ディオラマ」や、英語発音に基づいた「ダイオラマ」と呼称表記される場合もある。また、小型のものを特にヴィネット（装幀、額装用の小さな絵）と表現する場合もある。
鉄道模型においては、規模の大小や情景の有無に関わらず、模型車両の運転を楽しむものを英語由来の「レイアウト」（Layout）と呼び、小規模で車両走行を主目的としない、飾ること、見せることを主眼に置いて工作密度を高めたものを、「シーナリーセクション」 (Scenery section) と呼び、区別している。これは英語圏および日本で一般的である。日本において、フランス語由来の「ジオラマ」の呼称を使うこともある。

## ジオラマモード

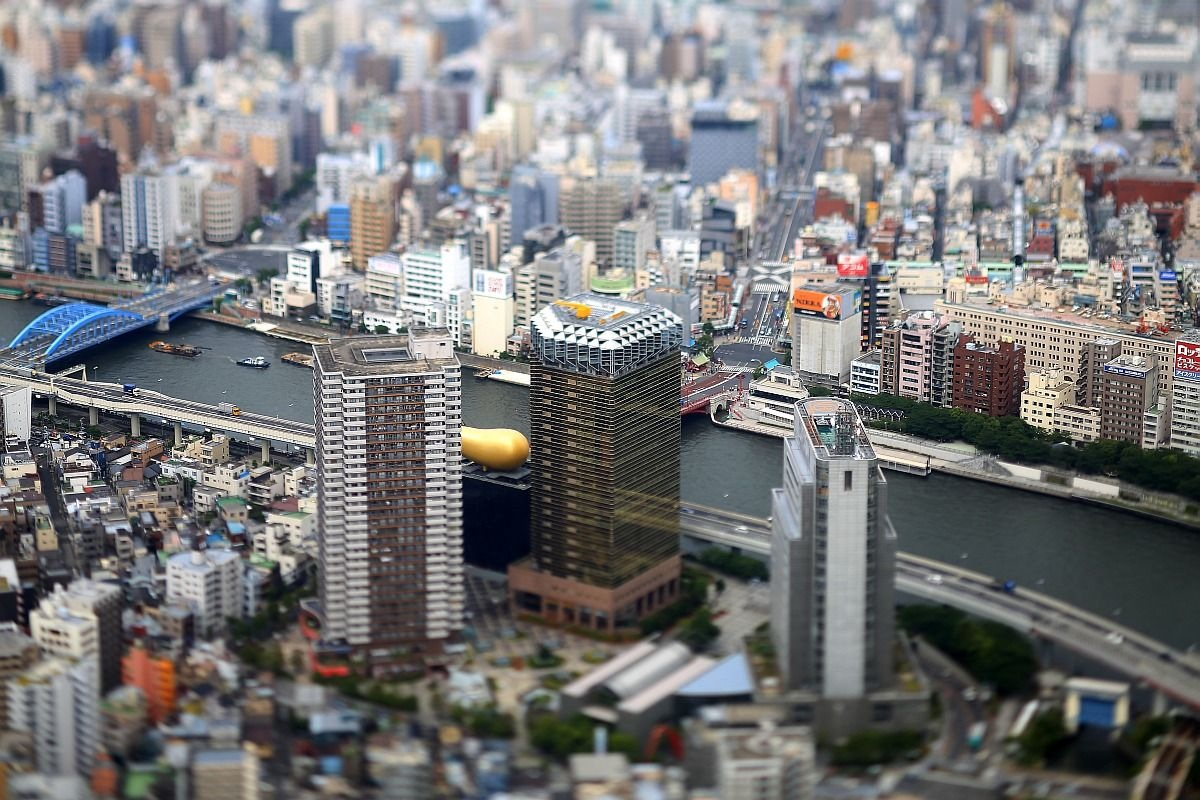
一例（東京スカイツリーから吾妻橋方面）

デジタルカメラには、撮影モード（アートフィルターモード）に「ジオラマモード（ミニチュアモード）」を含む機種もある。
実際の風景をミニチュアのように写し出すもので、そういった意図的に被写界深度を浅くする技法（ボケ表現）は、本城直季が2006年の写真集「small planet」で体現（大判カメラのアオリを利用）していた。

## 日本国内でジオラマがみられる場所
- 東武ワールドスクウェア 世界遺産のジオラマが展示されている。
- 浜松ジオラマファクトリー NPOはままつ未来会議が運営する博物館
- さかつうギャラリー ジオラマ素材の専門店
- スモールワールズ　東京都江東区にある大型ミニチュアミュージアム